# Prefettura di Kagawa
Kagawa (香川県?, Kagawa-ken) è una prefettura giapponese di circa 950 000 abitanti, che si trova nella regione di Shikoku, sull'isola di Shikoku. Il suo capoluogo è Takamatsu.
La prefettura di Kagawa corrisponde alla vecchia provincia di Sanuki.

## Geografia fisica
La prefettura di Kagawa si trova all'estremità nord orientale dell'isola di Shikoku. Confina a sud con la prefettura di Tokushima e a sudovest per un breve tratto con la prefettura di Ehime. Si affaccia ad est ed a nord sul Mare interno di fronte alla prefettura di Okayama, sull'isola di Honshū.

### Città
La prefettura ospita 8 città:
| - Higashikagawa - Kan'onji - Marugame - Mitoyo | - Sakaide - Sanuki - Takamatsu (capoluogo) - Zentsūji |

### Paesi e villaggi
| - Distretto di Ayauta - Ayagawa - Utazu - Distretto di Kagawa - Naoshima | - Distretto di Kita - Miki - Distretto di Nakatado - Kotohira - Mannō - Tadotsu | - Distretto di Shōzu - Shōdoshima - Tonoshō |